# Luftangriff auf Darwin am 2. Mai 1943

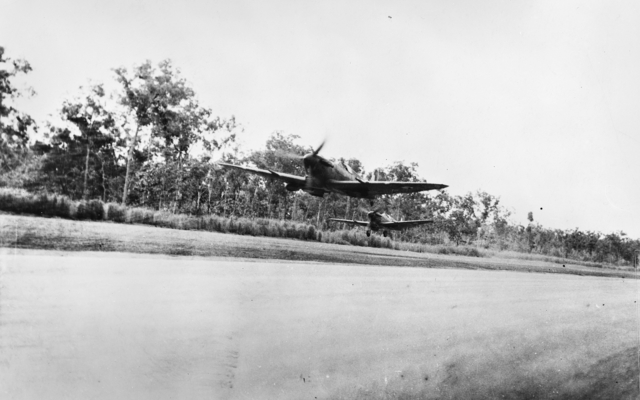
Spitfires heben in Darwin ab, um japanische Jagdflugzeuge abzufangen

Der Luftangriff auf Darwin am 2. Mai 1943 war der 54. Luftangriff auf Australien im Zweiten Weltkrieg, ein bedeutendes Kampfereignis unter Beteiligung von 27 japanischen Flugzeugen, darunter 25 Bomber und zwei Jagdflugzeuge, die die Stadt Darwin im Northern Territory in Australien angriffen. Durch unerfahrene Piloten gingen 14 australische Spitfire verloren.
In Australien gibt es zu den Ereignissen des Tages die Bezeichnung “all [planes] fell into the sea” (deutsch: „alle [Flugzeuge] fielen in den Ozean“).

## Vorgeschichte
Anfang 1943 löste die australische No. 1 Wing RAAF, die aus drei Staffeln (Squadrons) bestand (der 54., 452. und 457. Staffel), das 76. und 77. Staffel der RAAF ab, die den Schutz von Darwin von der 49th Fighter Group US Army Air Forces übernommen hatten.

## Ablauf des Angriffs
Die Royal Australian Air Force (RAAF) griff mit der No. 1 Wing RAAF die japanischen Bomber an, nachdem diese ihre Bomben bereits abgeworfen hatten, und verwickelte die fliehenden japanischen Kampfflugzeuge in Luftkämpfe. Dabei gingen 14 Spitfire verloren, vor allem weil ihnen der Treibstoff ausging.
Obwohl das australische Geschwader seit seiner Stationierung mehrere Aufklärungsflüge unternommen hatte, war es nur in zwei Luftabwehrkämpfe verwickelt gewesen. Der letzte lag bereits sechs Wochen zurück. Von den 95 australischen Piloten des Geschwaders waren 37 vor ihrer Stationierung in Darwin in Luftkämpfe verwickelt gewesen, und nur drei waren in Kampfformationen geflogen. Sie waren jung, weitestgehend kampfunerfahren und wurden gegen einen gut ausgerüsteten, kampferfahrenen und fanatischen Gegner eingesetzt.
Da die japanischen Bomber in großer Höhe anflogen, entschied der Geschwaderkommandant Caldwell, dass er sie erst im Abflug angreifen werde, weil sich seine Flugzeuge in einer ungünstigen Kampfposition und zudem in zu geringer Höhe befanden. Die Bomber warfen ihre Bombenlast ab und verursachten geringe Schäden: Lediglich zwei Häuser wurden beschädigt und ein Soldat getötet. Anschließend gab Caldwell den Angriffsbefehl, und die australischen Jagdflugzeuge schossen vier oder sechs japanische Flugzeuge ab und beschädigten acht in Luftkämpfen. Die Australier verloren fünf Flugzeuge; drei Piloten konnten sich in Gummibooten retten. Caldwell gab die Order, dass die Piloten auf ihren Treibstoff achten und gegebenenfalls abdrehen sollten. Wegen Treibstoffmangels mussten fünf Spitfire außerhalb des Flughafens niedergehen. Vier davon konnten anschließend wieder repariert werden. Drei weitere Flugzeuge fielen wegen Maschinenschadens aus und eines davon wurde zerstört. Acht Spitfire waren nach dem Angriff insgesamt in Gänze zerstört worden.
Nach diesem Angriff wurde die australische Taktik des Luftkampfes und die Pilotenausbildung angepasst, die sie befähigen sollte, Angriffe mit geringeren Verlusten abzuwehren.